# Уппсала
У́ппсала (швед. Uppsala) — четверте за населенням місто Швеції, центр однойменного лену.

## Географія
Уппсала розташована близько 70 кілометрів на північ від столиці Швеції Стокгольму. Через місто протікає невелика річка Фіріс. Уппсала є неподалік озера Меларен.
Родючі ґрунти, що знаходяться на цій місцевості, з часом було забруднено.

## Історія

### Стара Уппсала

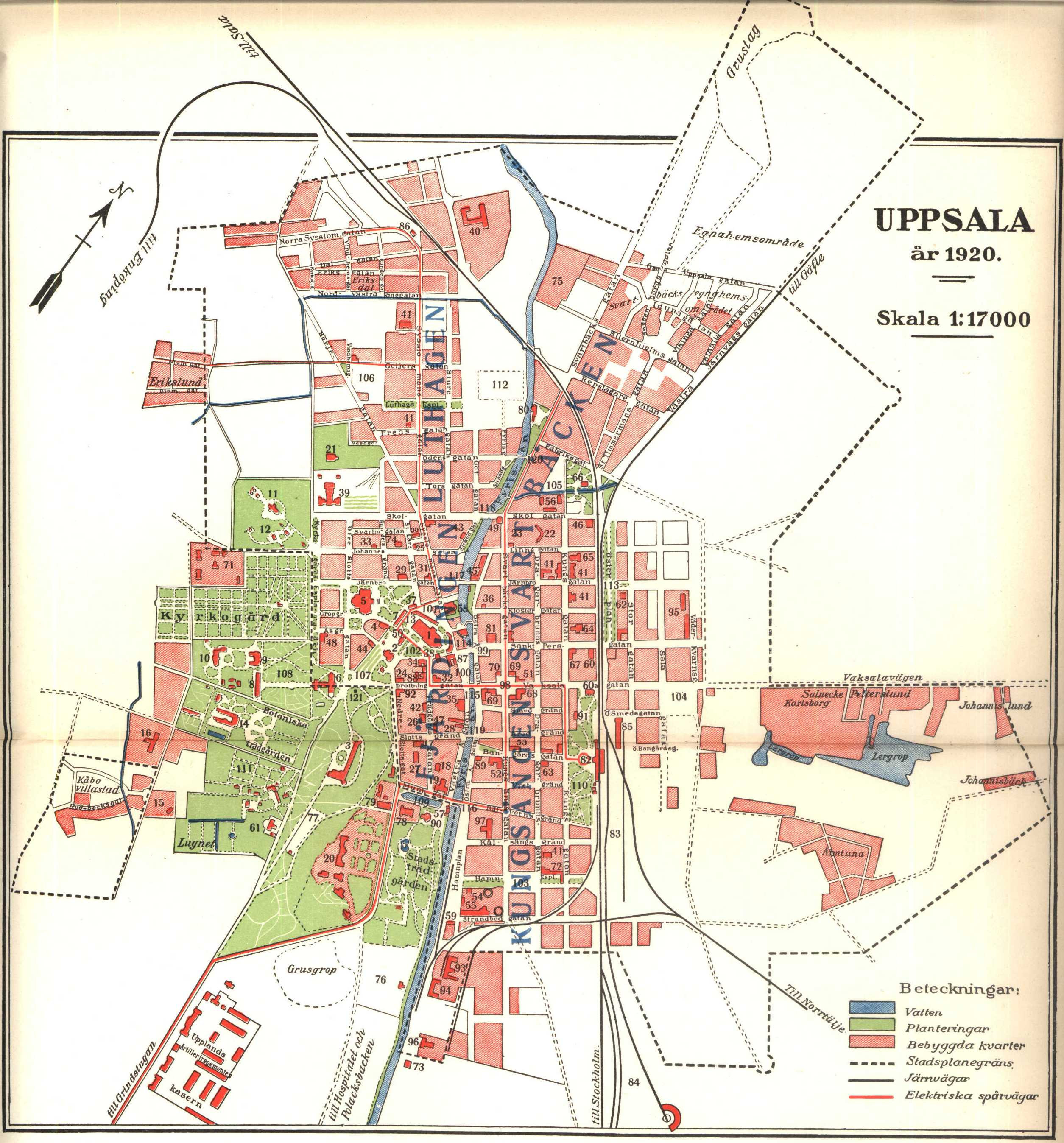
Мапа Уппсали 1920 р.

Спочатку Уппсала перебувала за декілька кілометрів на північ, в місці, зараз відомому як Стара Уппсала («Gamla Uppsala») і тепер є північним районом міста. Написання назви цього поселення було різним: крім «Uppsala» зустрічалися також варіанти «Upsala» («Upſala») і «Ubsala» (Упсала, Убсала).
Сучасна Уппсала походить від стародавнього поселення, що розташоване трохи північніше і має назву Ґамла-Уппсала (швед. Gamla Uppsala — стара Уппсала).
Перші будівлі в Уппсалі з'явилися в V ст. Згідно з середньовічним письменником Адамом Бременським Уппсала тоді була центром язичництва в Швеції, і в місті існували храми різним богам, зокрема Асам. Проте згодом, як і в більшості шведських міст, в Уппсалі було створено християнський осередок. Першим архієпископом Уппсали був монах Стефан.
Місто росло і розвивалось, а до початку XIII ст. його торговий центр перемістився в більш зручне місце на кілька кілометрів за течією річки Фюрисон, отримавши назву Естра-Арос (швед. Östra Aros). До 1274 р. сучасна Уппсала входила до складу Ґамла-Уппсали, проте коли згорів кафедральний собор Ґамла-Уппсала, архієпископство переїхало до Нової Уппсали.
Від давньої Уппсали до наших днів залишилася церква XIII ст. і могильні пагорби IV–XII ст. Ця територія належить державі та охороняється Шведською центральною радою національних цінностей. У заповідній зоні облаштовано музей просто неба «Disagården».

### Нова Уппсала

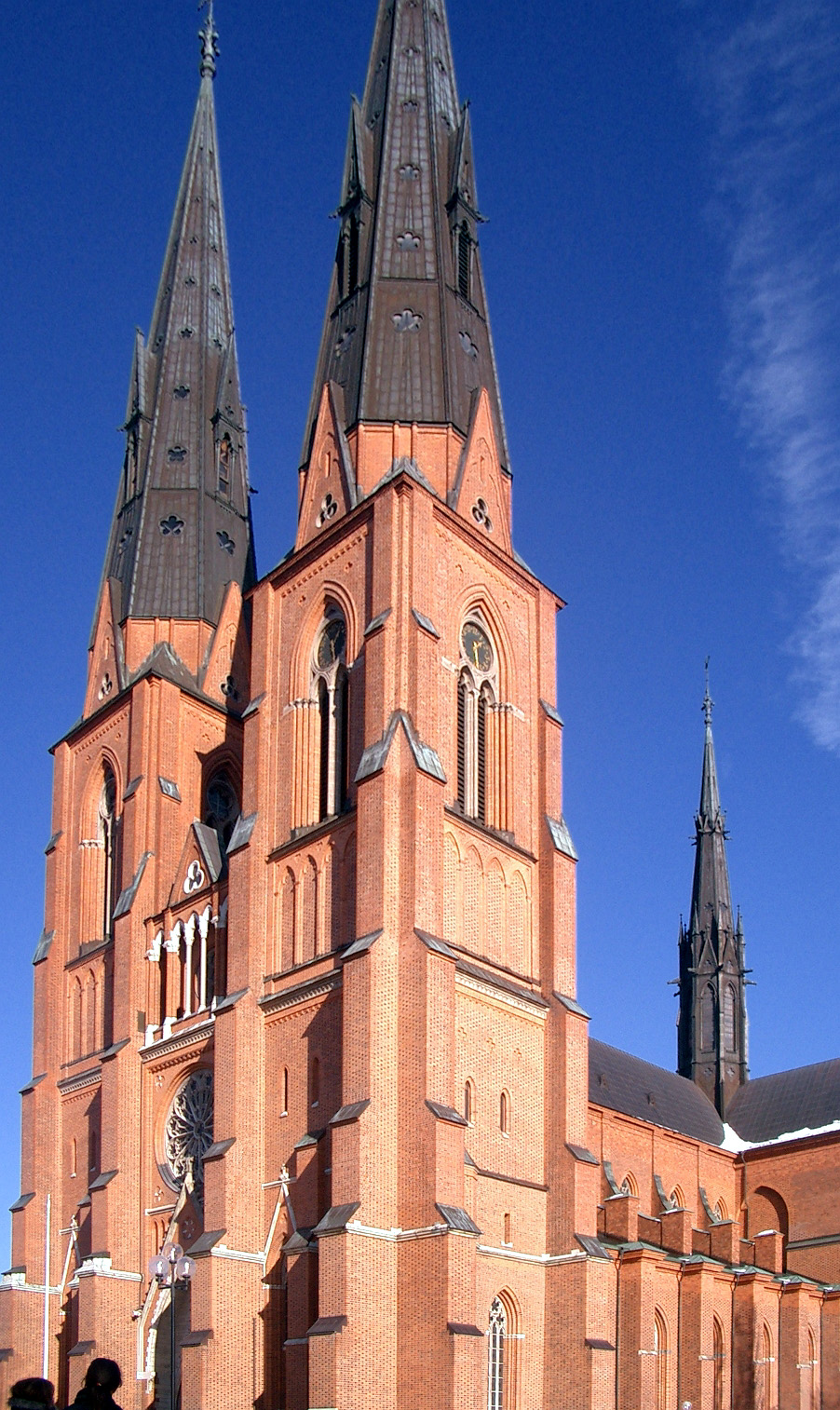
Кафедральний собор Уппсали

Коли 1245 р. Уппсала згоріла, Естра-Арос успадкував назву колишнього міста. Зі Старої Уппсали сюди було перенесено центр архидіоцеза Уппсали, було побудовано новий Кафедральний собор Уппсали, відкритий 1435 р., і резиденція архієпископа Уппсали.
У Страсну п'ятницю 6 квітня 1520 р. в Уппсалі відбулася битва між шведською армією селян, послідовників Стена Стуре Молодшого, та армією данського короля Кристіана II — одна з найкровопролитніших битв, що будь-коли відбувалися біля Уппсали.
У XVI ст. Уппсала була центром Реформації в Швеції. 1536 р. в Уппсальському замку відбулися збори Синоду шведської церкви, на якому лютеранські церковні книги були визнані обов'язковими для всієї Швеції. Синод в Уппсалі став важливим кроком у Реформації в Швеції. 1593 р. рішенням Синоду в Уппсалі було прийнято Аугсбурзьке сповідання і шведська церква офіційно стала лютеранською.
Місто було неодноразово нищене пожежами, найбільша з яких була у травні 1702 р., коли від пожежі потерпіло майже все місто. Уппсала поступово відбудувалася, та 1766 р. сталася нова пожежа, яка заторкнула насамперед райони Кунгсенген та частину Фєрдінгена. Та частина Фєрдінгена, що вціліла, згоріла 1809 р.
Міста почало динамічніше розвиватися після того, як було відкрито залізничну гілку до Стокгольма, а також після перенесення артилерійського полку з Уппланда до Уппсали.
1903 р. написання назви міста було офіційно змінено з Upsala (Упсала) на Uppsala (Уппсала).

## Визначні місця
- Уппсальський університет — найстаріший в Скандинавії, заснований 1477 року.
- Будинок-музей професора Карла Ліннея, який жив і був похований в Уппсалі.
- Кафедральний собор Уппсали — готичний собор, найбільший в Скандинавії (1260—1435, неодноразово перебудоваувався).
- Церква Святої Трійці в романському стилі, XIII — XV століття.
- Королівський замок (1540, архітектори Ф. Парр, Карл Хорлеман та інші).
- «Густавіанум» — нині університетський музей, в 1625—1887 головний будинок Уппсальского університету.
- Великі кургани Уппсали — комплекс курганів могильників.
- Уппсальська мечеть – на околицях Уппсали.
- Зал слави шведського бенді, перший в історії бенді (з 19 березня 2012)[5].

## Освіта
- Упсальський університет — найстаріший університет в Скандинавії, заснований 1477 року, за архієпископа Якоба Ульфссона. Був закритий в 1515 році. Офіційно відновив свою діяльність 1595 року, після синоду в Уппсалі 1593 року. Університет має відомий анатомічний театр, побудований Улоф Рудбек старшим (1630—1702) в куполі старої головної будівлі університету (Густавіанум). Стара будівля нині є музеєм.
- Шведський сільськогосподарський університет (SLU).
- Юханелундська вища теологічна школа — лютеранська семінарія, заснована 1862 року і перенесена в Уппсалу в 1970-х роках.
- Університет «Слово життя» — п'ятидесятницький університет, заснований 1994 року.
- Ньюмен-інститут — католицький інститут, заснований 2001 року.
- П'ятидесятницька теологічна семінарія.

## Економіка
Основними роботодавцями є Уппсальський університет, Академічна Лікарня і численні інститути міста. Наукові і навчальні заклади визнаються одними з найкращих у Швеції. Два ботанічних сади: Сад Ліннея і Ботанічний сад Уппсальського університету. Індустрії мало.

## Транспорт
В Уппсалі існує 15 автобусних ліній, рух яких забезпечує регіональне підприємство UL. Компанія також здійснює перевезення серед регіону. Особливою відзнакою є колір автобусу: зелений мають міські маршрути, а жовтий — регіональні. Лінії 30, 31 та 32 відомі як «м'які лінії» (швед. mjuka linjer) через близьке розташування їх зупинок до лікарень та аптек. Ці маршрути зпроектовано для полегшеного пересування пенсіонерів та людей з інвалідністю.
Також існує залізничне сполучення з іншими містами. Уппсальський центральний вокзал є одним з найзавантаженіших в Швеції, пасажиропотік становить близько 45 000 чоловік в день.

## Відомі особистості
- Хельге Гетрик Баклунд (1878—1958) — фінський геолог, петрограф.
- Еса Ларссон (* 1966) — шведська письменниця.
- Карл Лінней — шведський ботанік, зоолог і лікар, перший президент Шведської Академії Наук.
- Ян Мортенсон — шведський письменник, дипломат і урядовець.
- Віллі Чюрклунд — шведськомовний фінський прозаїк, драматург, математик і східнознавець.
- Інгмар Бергман (1918—2007) — шведський режисер театру й кіно, сценарист, письменник.